# Дикунов, Максим Иванович
 Макси́м Ива́нович Дикуно́в (род. 5 марта 1973, Воронеж) — российский скульптор, работающий в технике фигуративного искусства, с характерным для этого направления гротеском.

## Биография
Максим родился в семье воронежских скульпторов Ивана Дикунова и Эльзы Пак.
С 1980 по 1990 учился в школе № 58 города Воронежа, ныне — гимназия им. Н. Г. Басова, а с 1989 по 1992 годы в Воронежском художественном училище.
В 1992 году поступил, а в 1998 году закончил МГАХИ им. Сурикова, где обучался в мастерской профессора М. В. Переяславца. После окончания института работал у скульптора Л. М. Баранова.
С 1998 по 2002 год — художник в ДК «Рублево».
C 2003 года начал преподавательскую деятельность в Воронежском государственном педагогическом университете на кафедре изобразительного искусства.
Живёт и работает в Воронеже.

## Творчество
Излюбленным направлением в творчестве Максима Дикунова является фигуративизм, ярким представителем которого можно также назвать колумбийского скульптора Фернандо Ботеро.
Самыми известными работами Максима являются памятники В. Высоцкому, С. Маршаку, Д. Веневитинову, фигуры ангелов к памятнику Святителя Митрофания у Благовещенского кафедрального собора, скульптура коня «Ярыж».

### Критика
Гиперболические приёмы, характерные для фигуративного стиля М. Дикунова, часто становятся предметом критики у поклонников классического направления в изобразительном искусстве.

## Галерея
- Памятник В. Высоцкому
- Конь Ярыж
- Ночная бабочка
- Памятник Д. Веневитинову
- Статуэтка А. Хованского